# Terrestrial Planet Finder
Terrestrial Planet Finder (abbreviato in TPF) è stata una missione progettata dalla NASA per l'individuazione e lo studio di pianeti extrasolari. Dopo vari rinvii, la messa in atto della missione venne annullata nel 2011, per essere poi sostituita da altri progetti negli anni a venire.

## Obiettivi della missione

### Premessa
I telescopi terrestri hanno di recente scoperto una manciata di pianeti in orbita attorno a stelle esterne al sistema solare, ma queste osservazioni sono state sempre indirette: si sono individuati i pianeti basandosi sulle perturbazioni della stella causate dalla loro attrazione gravitazionale. Poiché un pianeta deve essere estremamente massiccio per produrre uno spostamento osservabile, tutti i corpi scoperti finora hanno masse più simili a quella di Giove che a quella della Terra.
Se un telescopio del futuro individuasse un pianeta terrestre e ne analizzasse l'atmosfera, potrebbe determinare se esso ospita vita extraterrestre.

### Altra missione preliminare
Nel 2015 la NASA prevedeva il lancio di Space Interferometry Mission (SIM), un osservatorio che avrebbe orbitato attorno al Sole in un'orbita vicina a quella terrestre. SIM doveva produrre immagini con una risoluzione senza precedenti, combinando con l'interferometria la luce di due telescopi distanti 10 metri; la sua precisione nel misurare le posizioni stellari avrebbe permesso di valutare la perturbazione causata da un pianeta di tipo terrestre in orbita attorno a una stella vicina.

### Caratteristiche di TPF
SIM avrebbe aperto la via per Terrestrial Planet Finder (TPF), uno strumento in grado di osservare direttamente la luce riflessa da pianeti extrasolari di tipo terrestre. La maggiore sfida per TPF sarebbe stato il bagliore della stella, un milione di volte più luminosa dei pianeti circostanti anche nella regione infrarossa dello spettro, dove questi sono più brillanti. Secondo Charles Beichman, co-responsabile del gruppo scientifico di TPF, "osservare un pianeta extrasolare sarebbe come cercare di vedere una lucciola che si è posata sul bordo di un faro". Inoltre la polvere interstellare tende a disperdere la luce, rendendo ancora più difficile isolare la scarsa luce del pianeta.

#### Principio di funzionamento
Per questo TPF disponeva di uno speciale tipo di coronografo, un sistema per schermare la luce stellare. L'osservatorio consisteva di 5 sonde in formazione: 4 di esse avrebbero trasportato specchi del diametro di 3,5 metri, che sarebbero stati puntati verso la stella bersaglio. Ogni specchio avrebbe riflesso la luce infrarossa della stella verso la quinta sonda, in volo nel centro del gruppo, fuoco dell l'immagine. I 4 fasci sarebbero stati poi combinati, in modo che le onde luminose si annullino tra loro rimuovendo la luce della stella nel centro dell'immagine, conservando però quella dei pianeti periferici.
La NASA sperava di lanciare TPF dopo che SIM avrebbe identificato i migliori candidati a ospitare pianeti di tipo terrestre. TPF avrebbe osservato centinaia di stelle fino a una distanza di 50 anni luce, dedicando alcune ore a ciascuna di esse. Dopo avere completato il primo programma di osservazioni, l'osservatorio si sarebbe concentrato sui pianeti individuati aventi dimensioni simili alla Terra, utilizzando gli strumenti spettroscopici per tentare di determinare la composizione chimica dell'atmosfera.
Anidride carbonica, vapore acqueo e ozono sono tutti indizi promettenti di vita, che possono essere rilevati nello spettro infrarosso. L'ozono, per esempio, si forma quando la luce reagisce con l'ossigeno, che può essere prodotto dalle piante, e quindi qualora ne venisse rilevata la presenza, questa potrebbe essere una prova circostanziale della presenza di vita primitiva sul pianeta. La missione TPF sarebbe durata circa 5 anni.

### Le stelle obiettivo
Uno studio del Space Telescope Science Institute ha indicato le seguenti stelle come obiettivi primari di osservazione.
| Pos. | Stella           | Costellazione | Dist. (AL) | Classe |
| ---- | ---------------- | ------------- | ---------- | ------ |
| 1    | Alpha Centauri A | Centauro      | 4,3        | G2V    |
| 2    | Alpha Centauri B | Centauro      | 4,3        | K1V    |
| 3    | Tau Ceti         | Balena        | 12         | G8V    |
| 4    | Eta Cassiopeiae  | Cassiopea     | 19         | G3V    |
| 5    | Beta Hydri       | Idra          | 24         | G2IV   |
| 6    | Delta Pavonis    | Pavone        | 20         | G8V    |
| 7    | Pi3 Orionis      | Orione        | 26         | F6V    |
| 8    | Gamma Leporis    | Lepre         | 29         | F7V    |
| 9    | Epsilon Eridani  | Eridano       | 10         | K2V    |
| 10   | 40 Eridani       | Eridano       | 16         | K1V    |

## Missioni similari
L'Agenzia Spaziale Europea aveva allo studio il progetto Darwin, poi annullato, con propositi e tecnologia simile.